# コンプトン効果

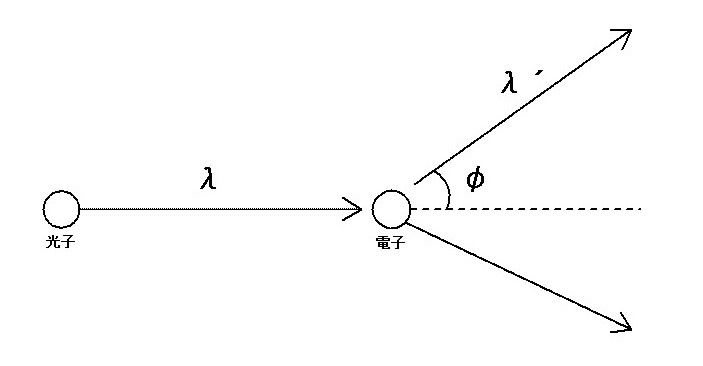
コンプトン効果：電子に衝突し光子の波長が変化する

コンプトン効果（コンプトンこうか、英: Compton effect）とは、X線を物体に照射したとき、散乱X線の波長が入射X線の波長より長くなる現象である。これは電子によるX線の非弾性散乱によって起こる現象であり、X線（電磁波）が粒子性をもつこと、つまり光子として振る舞うことを示す。また、コンプトン効果の生じる散乱をコンプトン散乱（コンプトンさんらん、英: Compton scattering）と呼ぶ。　

## 光の粒子性との関係
コンプトン効果は電磁波の粒子性の根拠として説明されることがある。これについて、電子を量子論に則って扱うかぎりは、電磁波を古典的波動として扱ってもコンプトン散乱を説明できるとする指摘がある。コンプトン自身も波動性による現象説明を示している。

## 歴史
- 1900年 - マックス・プランクが、光のエネルギーは従来の古典力学で説明のつく様な連続的な物理量とは違い、プランク定数と振動数を掛け合わせた数値の整数倍の値しか取ることが出来ず、光は量子化されているとするエネルギー量子仮説を提唱し、黒体輻射に関するエネルギー分布の説明に成功した[2][3][4]。
- 1905年 - アルベルト・アインシュタインがプランクの提唱した「エネルギー量子仮説」を拡張し、光はプランク定数と振動数を掛け合わせたエネルギーを持つ粒子（光量子）の集合体であるとする光量子仮説を提唱し、光電効果の原理の説明に成功した[5]。
- 1917年 - アインシュタインは、更に光量子の運動量がエネルギーを光速cで割った量であると結論付け、ドイツの科学誌に論文を投稿し掲載された[6]。
- 1922年 - アーサー・コンプトンは自身の実験によって光量子仮説を確かな物にしたとして、12月1日から翌2日にかけてシカゴで行われた物理学会で発表を行った。この議論の様子は議事録として記録され後に翌1923年2月1日号のアメリカの科学誌にも掲載された[7]。一方、コンプトンは自身の研究の詳細を12月13日付で執筆した論文にまとめ上げ、翌1923年5月1日号の科学誌に投稿し掲載された[8]。
- 1923年 - ピーター・デバイもこの電子とX線の衝突に関心を持ち独自に研究を行っていた。彼は前述のコンプトンの論文に不足していた理論を3月14日付で執筆した論文にまとめ上げ、4月15日号のドイツの科学誌に投稿し掲載された[9]。コンプトンはそのデバイの論文を参照しながら自身の論文を推敲して5月9日付で執筆した論文にまとめ上げ、11月1日号のアメリカの科学誌に再投稿し掲載されて[10]、理論の完成に至った。この理論の完成に対するコンプトンによる研究結果の寄与が大きかった事と、デバイの意向と言う2つの要因によって最終的にこの理論は「コンプトン効果」と名付けられた。
- 1927年 - コンプトンはその功績によりノーベル物理学賞を受賞した[11]。

尚、ここで言うアメリカの科学誌とは"Physical Review Series Ⅱ"を指し、ドイツの科学誌とは"Physikalische Zeitschrift"を指しているが、1900年と1905年のものは"Annalen der Physik"を指している。

## コンプトンの実験

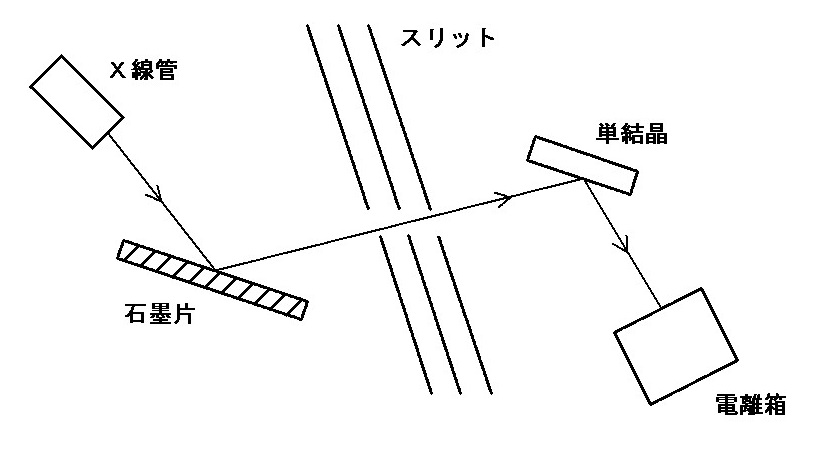
コンプトンによる実験略図

コンプトンはX線の散乱の際に、波長が変化することを調べるために次のような実験を行った。
初めに、モリブデンの対陰極を持つX線管からX線を生成し、次に生成されたX線を石墨片へ入射させた。そして散乱された輻射を、いくつかのスリットに通した後、分光器の役割を果たす単結晶として方解石へ入射させ、ブラッグ反射の原理を利用して、分光および波長の測定を行なった。最後に、検出器である電離箱を用いて各波長の強度を測定し、続けて散乱角を変化させて45°と90°、135°について測定した。さらに石墨片以外の物質（銅や銀など）を散乱体に用いて、それぞれ同一角における各波長の強度の違いを調べた。
実験の結果、以下の事実が明らかになった。
- 波長のずれの大きさは散乱角に依存し、散乱体の材質によらない。
- 散乱体の原子番号が増すと、波長のずれなかったX線の強度は増大し、波長のずれたX線の強度は減少する。

この原因は、クーロン力により説明がつく。電荷が大きい原子核（原子番号が大きい）との距離が近い電子は、クーロン力により原子核から大きな束縛を受ける。その結果、この電子は原子核と一体になって、衝突に参加する。従って運動量の保存則から光子は、自身のエネルギー及び運動量を伝達できない。よって波長の変化が起きず、コンプトン効果は生じない。

## 現象の解説

### 関係式
波長 λ の入射X線に対して、散乱角 φ で散乱された散乱X線の波長 λ' とすると、波長の変化は次のように関係づけられる。
{\displaystyle \Delta \lambda =\lambda '-\lambda ={\frac {h}{m_{\text{e}}c}}(1-\cos \phi )}
ここで、me は電子の質量、h はプランク定数、c は光速度である。
この式の係数 h/mec はコンプトン波長（英: Compton wavelength）と呼ばれる長さの次元をもつ物理定数で、その値は 2.4263102367(11)×10−12 m である（2014CODATA推奨値）。

### 導出
電磁波が粒子と同じように振る舞い、一つの電磁波の粒子（光子）が、一つの電子に衝突する玉突きを想定する。この場合、光子は一定のエネルギーの他に、一定の運動量をもつことが必要になる。特殊相対性理論によると、粒子のエネルギー E と運動量 p の関係は
{\displaystyle m^{2}c^{2}={\frac {E^{2}}{c^{2}}}-{\boldsymbol {p}}^{2}}
と表される。光子の質量 m はゼロとし、光量子仮説のエネルギー E = hν の関係式を用いると、光子の運動量の大きさは
{\displaystyle p={\frac {h\nu }{c}}={\frac {h}{\lambda }}}
となる。ここでνは光の振動数、λは光の波長である。

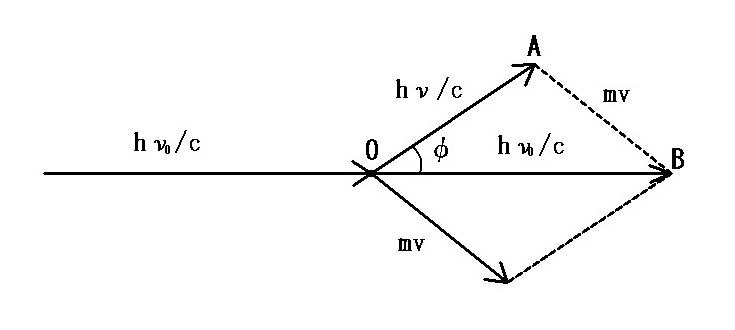
運動量の関係

光子と電子の衝突にエネルギーと運動量の保存則を適用する。衝突前の電子は静止していると仮定する。
入射X線と散乱X線の振動数をそれぞれ ν, ν′ として、衝突後の電子のエネルギーを E とすると
{\displaystyle h\nu +m_{\text{e}}c^{2}=h\nu '+E}
となる。入射X線と散乱X線の方向ベクトルをそれぞれ k, k′ として、衝突後の電子の運動量を p とすると
{\displaystyle {\frac {h\nu }{c}}{\boldsymbol {k}}={\frac {h\nu '}{c}}{\boldsymbol {k}}'+{\boldsymbol {p}}}
となる。衝突後の電子のエネルギーの二乗は
{\displaystyle E^{2}=h^{2}(\nu -\nu ')^{2}+2hm_{\text{e}}c^{2}(\nu -\nu ')+{m_{\text{e}}}^{2}c^{4}}
となり、衝突後の電子の運動量の二乗は
{\displaystyle {\begin{aligned}{\boldsymbol {p}}^{2}&={\frac {h^{2}\nu ^{2}}{c^{2}}}+{\frac {h^{2}\nu '^{2}}{c^{2}}}-{\frac {2h^{2}\nu \nu '}{c}}\cos \phi \\&={\frac {h^{2}}{c^{2}}}(\nu -\nu ')^{2}+{\frac {2h^{2}\nu \nu '}{c^{2}}}(1-\cos \phi )\end{aligned}}}
となる。ここで φ は散乱角で、cos φ = k′·k である。これらをエネルギーと運動量、質量の関係式に代入すれば
{\displaystyle {\begin{aligned}{m_{\text{e}}}^{2}c^{2}&={\frac {E^{2}}{c^{2}}}-{\boldsymbol {p}}^{2}\\&=2hm_{\text{e}}(\nu -\nu ')-{\frac {2h^{2}\nu \nu '}{c^{2}}}(1-\cos \phi )+{m_{\text{e}}}^{2}c^{2}\end{aligned}}}
{\displaystyle {\frac {1}{\nu '}}-{\frac {1}{\nu }}={\frac {h}{m_{\text{e}}c^{2}}}(1-\cos \phi )}
となる。波長と振動数の関係 λ = c/ν から
{\displaystyle \lambda '-\lambda ={\frac {h}{m_{\text{e}}c}}(1-\cos \phi )}
が導かれる。

## コンプトンプロファイル
コンプトンがコンプトン散乱を見つけたデータには、実は実験装置の精度以上に波長の広がりが観察されていた。これは、実際には物質中の電子は静止しておらず、ドップラー効果により、コンプトン散乱には電子の運動量が反映されることによる。1929年には金属 Be のコンプトン散乱の測定から，物質中の電子の運動量分布はフェルミ・ディラック統計に従うことが示されている。
インパルス近似が成り立つ条件下で，コンプトン散乱 X 線のエネルギー分布から始状態の電子運動量分布が得られる。コンプトン散乱X線のエネルギースペクトルから求めた物質中の電子運動量分布を、コンプトンプロファイルとよぶ。コンプトンプロファイルは電子運動量密度の一次元投影像であり、電子運動量密度は運動量空間の波動関数の絶対値の2乗、すなわち運動量空間の電子密度である。
電子系の基底状態の運動量密度分布をn(p)とすると、z軸に投影したコンプトンプロファイルJ(pz)は
{\displaystyle J(p_{z})=\int \int n(p)dp_{x}dp_{y}}
である。
コンプトン散乱における始状態は基底状態と考えてよい。また、理論計算により、基底状態の電子状態、波動関数、電子の運動量密度n(p)を求めることができる。従って、測定されたコンプトンプロファイルを理論計算と比較検討することで、基底状態の電子状態を考察することできる。
兵庫県にある大型放射光施設SPring-8などでコンプトン散乱を用いた物性実験が行われている。高エネルギーX線を利用するため、物質内部の観察のほか、高圧、ガス雰囲気、電磁場中など様々な環境での測定が可能である。

### フェルミオロジー
電子系がフェルミ面を持つとき、電子系の基底状態の運動量密度分布n(p)には、フェルミ運動量で運動量に不連続が現れる。フェルミ面が単純な構造の場合これを辿ればフェルミ面を描くことができる。コンプトンプロファイルJ(pz)は電子の運動量密度分布のpz軸への一次元的投影なので、結晶のいろいろな対称軸方向のコンプトンプロファイルを測定するとフェルミ面の3次元的な情報を得ることとができる。

### 波動関数
電子運動量密度は波動関数から直接計算できる量である。波動関数の対称性は運動量空間と実空間で同一なので、コンプトンプロファイルの形を解析すれば実空間の波動関数、化学状態、電子状態に関する情報を得ることができる。

### 磁気コンプトンプロファイルとスピン磁気モーメント
電子スピンと光の磁気的な相互作用のために、円偏光X線で強磁性体のコンプトン散乱を測定すると偏光の向きと強磁性体の磁化の向きに依存したコンプトンプロファイルが得られる。これのコンプトンプロファイルを磁気コンプトンプロファイルという。磁気コンプトンプロファイルを解析すれば磁性電子の波動関数に関する情報が得られる。また、磁気コンプトンプロファイルに電子のスピンに依存した磁気的な効果が表れ，積分値からスピン磁気モーメントが得られる。
磁気コンプトン散乱断面積
コンプトン散乱断面積はKline & Nishina  (1929)により相対論的量子力学による理論計算で導かれたが、入射X線の偏光は平均化されていた。その後　Lipps & Tolhoek (1954) により入射および散乱Ｘ線の偏光度そして電子スピンの偏極度をパラメータとした散乱断面積が導出された。Platzman & Tzoar (1970) は入射X線として円偏光X線を用いれば強磁性体の磁気コンプトンプロファイルの測定が可能であることを明らかとし、Sakai & Ono (1976)が核偏極させたコバルト-57の円偏光ガンマ線を用いて実験的に実証した。近年では楕円偏光した軌道放射光を用いて測定されている。物質の磁気モーメントは電子スピン成分と軌道角運動量成分の合成であるが、磁気コンプトンプロファイルの散乱強度は電子スピンの磁気モーメントにのみ比例し、電子の軌道角運動量の磁気モーメントは、電子軌道の波動関数の異方性が反映する磁気コンプトンプロファイルの異方性に現れる。

## 逆コンプトン散乱

### 現象
高エネルギーの電子がマイクロ波や赤外線といった低エネルギーの光子と衝突し散乱することで、光子をよりエネルギーの高いＸ線やγ線へ変化させる現象を逆コンプトン効果と呼ぶ。また、その時に起こる散乱を逆コンプトン散乱（英: inverse Compton scattering）と呼ぶ。
コンプトン散乱は電子に高エネルギーの光子が衝突する場合である。対して、逆コンプトン散乱は光子に高エネルギーの電子が衝突する場合である。これは電子を静止系としてみれば、後方へのコンプトン散乱にほかならない。
　　　　

### 応用
宇宙空間では逆コンプトン効果が生じている。星からの光が高エネルギーに加速された電子との逆コンプトン散乱によりエネルギーを得る。その結果、光子はエネルギーのより高い状態であるＸ線やγ線へと変化する。X線天文学、γ線天文学では、地球に降り注ぐＸ線やγ線を観測し、研究を行っている。
実験室でも逆コンプトン効果を実現することができる。加速器で高エネルギーに加速された電子に、光を照射する。その散乱された光をＸ線やγ線として得ることができる。γ線ビームの生成に有力な方法である。

### 原論文
- Planck, Max (October 1900). “On the Law of Distribution of Energy in the Normal Spectrum” (English) (PDF). Annalen der Physik (Wiley-VCH Verlag（ドイツ語版、英語版）) 4:  553 ff.
- Planck, Max (October 19, 1900). “Ueber das Gesetz der Energieverteilung im Normalspectrum” (German) (PDF). Annalen der Physik (Wiley-VCH Verlag（ドイツ語版、英語版）) 309 (3):  553–563.
- Planck, Max (December 14, 1900). “Zur Theorie des Gesetzes der Energieverteilung im Normalspektrum” (German) (PDF). Deutsche Physikalische Gesellschaft 2:  237-245.
- Einstein, Albert (March 17, 1905). “Über einen die Erzeugung und Verwandlung des Lichtes betreffenden heuristischen Gesichtspunkt” (German) (PDF). Annalen der Physik (Wiley-VCH Verlag（ドイツ語版、英語版）) 322 (6):  132–148. Bibcode: 1905AnP...322..132E. doi:10.1002/andp.19053220607.
- Einstein, Albert (March 3, 1917). “Zur Quantentheorie der Strahlung” (German) (PDF). Physikalische Zeitschrift（ドイツ語版、英語版） (Leipzig, Freistaat Sachsen, Bundesrepublik Deutschland: S. Hirzel Verlag（ドイツ語版）) 18:  121-128. LCCN 25-25369. OCLC 01762351.
- “Minutes of the Chicago Meeting, December 1 and 2, 1922” (English) (PDF). Physical Review Series Ⅱ (College Park（英語版）, Prince George's County, Maryland, United States of America: American Physical Society) 21 (2):  195-215. (1 February 1923). doi:10.1103/PhysRev.21.195. "32. A quantum theory of the scattering of x-rays by light elements."
- Compton, Arthur H. (December 13, 1922). “A Quantum Theory of the Scattering of X-rays by Light Elements” (English) (PDF). Physical Review Series Ⅱ (College Park（英語版）, Prince George's County, Maryland, United States of America: American Physical Society) 21 (5):  483-502. doi:10.1103/PhysRev.21.483.
- Compton, Arthur H. (May 9, 1923). “The Spectrum of Scattered X-Rays” (English) (PDF). Physical Review Series Ⅱ (College Park（英語版）, Prince George's County, Maryland, United States of America: American Physical Society) 22 (5):  409-413. doi:10.1103/PhysRev.22.409.
- Debye, Peter Joseph William (March 14, 1923). “Zerstreuug von Röntgenstrahlen und Quantentheorie” (German) (sophiararebook,商品紹介ページ). Physikalische Zeitschrift（ドイツ語版、英語版） (Leipzig, Freistaat Sachsen, Bundesrepublik Deutschland: S. Hirzel Verlag（ドイツ語版）) 24 (8):  161-166. LCCN 25-25369. OCLC 01762351.
- Stuewer, Roger H. (December 6, 2005). “EINSTEIN'S REVOLUTIONARY LIGHT–QUANTUM HYPOTHESIS*” (PDF). Acta Phys.Polon.. Series B (Warsaw: Jagiellonian University) 37 (3):  543-558. ISSN 0587-4254. OCLC 609875040.
- Du Mond, Jesse W. M. (1929). https://journals.aps.org/pr/abstract/10.1103/PhysRev.33.643.
- Kline O and Nishina Y (1929) Z. Phys. 52 853-68.
- Lipps  F.W. and Tokhoek H.A. (1954) Physica (Utrecht) 20 85-98.  395-405.
- Platzman P.M. and Tzoar N. (1970)  Phys. Rev. B2 3556-3559.
- Sakai, N. (1976). https://journals.aps.org/prl/abstract/10.1103/PhysRevLett.37.351.

### 書籍
- シュポルスキー 著、玉木英彦他 訳『原子物理学Ⅰ』（増訂新版）東京図書、1996年。
- 小出昭一郎『量子力学(Ⅰ)』（改訂版）裳華房、1990年。
- 物理学辞典編集委員会『物理学辞典』（三訂版）培風館、2005年。
- 原田勇、杉山忠男『量子力学Ⅰ』講談社、2009年。
- 大沢文夫、林忠四郎『宇宙物理学 現代物理学の基礎 11』（二訂版）岩波書店、1978年。
- M. J. Cooper; P. E. Mijnarends; N. Shiotani; N. Sakai; A. Bansil Ed. (2004). X-ray Compton Scattering. Oxford univ. Press